# 迷幻搖滾
迷幻搖滾（英語：Psychedelic rock）是一種搖滾樂流派，其源自迷幻文化以及使用致幻剂而產生的思維驟變。迷幻搖滾湧現於1960年代的英國和美國，與車庫搖滾及民謠搖滾樂團屬同一時期。迷幻搖滾介於早期以藍調為基礎的搖滾音樂，至前衛搖滾、藝術搖滾、實驗搖滾、硬搖滾，甚至重金屬間的過渡時期。迷幻搖滾同時並融入了非西方的音樂元素，如印度音樂的拉加（ragas）與西塔爾琴（sitars）。